# A Working Girl's Romance
A Working Girl's Romance è un cortometraggio muto del 1914 diretto da Edward Morrissey. Prodotto dalla Reliance Film Company, il film aveva come interpreti Consuelo Baile, Rodney Hickok, Charles Lambert.

## Trama
Costretta a una dura vita di lavoro che non le permette neanche di sposarsi con Bob, il suo fidanzato, date le loro difficoltà finanziarie, la giovane Nell, che lavora come guantaia in una grande fabbrica, lascia un giorno un bigliettino all'interno di uno dei guanti dove chiede aiuto alla signora che comprerà quei guanti spiegandole la sua difficile situazione. I guanti vengono acquistati a New York da Marion van Brown, una ricca e viziata ereditiera. Jack, il suo fidanzato, a Wall Street incontra una serie di insuccessi finanziari, cosa che fa andare su tutte la furie Marion che rompe con lui. Quando accetta di andare all'opera insieme al conte de Beaumont, un suo corteggiatore, va in camera a prendere i guanti nuovi, trovando il biglietto di Nell. Dopo averlo letto, si commuove: prende la fotografia di Jack e si pente di averlo trattato così male per una questione di denaro. Decide di andare a trovare Nell, che aveva lasciato nel biglietto anche il suo indirizzo. La mattina dopo, visita la povera casa della ragazza, e vede quale felicità e buon umore può esistere in una famiglia che vive in condizioni di estrema povertà. Vede Nell che accudisce alla madre invalida mentre i fratellini la aiutano con gioia. Incontra anche Bob, il fidanzato, che è venuto a pranzo. Quando sta per partire, Marion incarica la sua cameriera di andare a comperare dei viveri e delle ghiottonerie da consegnare alla famiglia di Nell, lasciandole un biglietto che contiene un assegno di cinquecento dollari come regalo di nozze. Intanto Marion telegrafa a Jack dove gli dichiara il suo amore, nonostante la sua povertà e gli dà un appuntamento alla stazione.

## Produzione
Il film fu prodotto dalla Reliance Film Company.

## Distribuzione
Distribuito dalla Mutual, il film - un cortometraggio in due bobine - uscì nelle sale cinematografiche statunitensi il 18 febbraio 1918.